# Куртоглу Хизир-реїс
Куртоглу Хизир-реїс (тур. Kurdoğlu Hızır Reis) — османський адмірал, найбільш відомий тим, що в  1568—1569 роках очолював османську морську експедицію в султанат Ачех на о.Суматрі (сучасна Індонезія).

## Походження
Куртоглу Хизир-реїс був сином відомого османського корсара та адмірала Куртоглу Мусліхіддін-реїса, який був відомий в Європі, зокрема в Італії, Франції та Іспанії як Куртоголі. Ім'я Куртоглу (тур. Kurdoğlu) перекладається з турецької як Син Вовка і походило від імені Курт-бея, діда Хизира, турецького моряка з Анатолії, який вирушив до узбережжя Магрибу займатись каперством разом з іншими відомим османськими корсарами того періоду, такими як брати Арудж-реїс і Хизир Барбаросса. Хизир Барбаросса став близьким другом Куртоглу Мусліхіддіна, який назвав свого сина Хизира на честь Барбаросси. Арудж-реїс, Хизир-реїс, Кемаль-реїс, Пірі-реїс і Куртоглу Мусліхіддін-реїс нерідко об'єднували свої сили і здійснювали спільні операції у Середземному морі.

## Османська морська експедиція на Суматру (1568—1569)
У 1560-х роках Куртоглу Хизир-реїс був головним адміралом Османського флоту Індійського океану, який базувався в Суеці, а також в Адені та Басрі.
У 1565 році третій мусульманський султан з Ачеху Алауддін аль-Кахар оголосив про бажання встановити союзні відносини із Османською імперією і надіслав османському султану Сулейману Пишному прохання про допомогу в захисті султанату Ачех від португальської агресії. Оскільки сам Сулейман у цей час на чолі своїх військ прямував на облогу Сігетвара, свою останню військову кампанію, прохання було отримане великим візиром Соколлу Мехмет-пашею. Через смерть Сулеймана в 1566 році, османська морська експедиція на Суматру була відправлена вже його сином султаном Селімом II, який доручив Куртоглу Хизир-реїсу очолити цю місію.
У 1568 році Хизир-реїс вирушив у плавання з 22 кораблями, які перевозили солдатів, військове спорядження та інші припаси, але повстання імама Аль-Мутаххара в Ємені завадила всій експедиції перетнути Індійський океан. Лише частина гармат була відправлена в далекий султанат на Суматрі.